# Lars Olov Nordman
Lars Olov Nordman, född 3 februari 1922 i Gävle, död 28 maj 2005 i Bjärreds församling, var en svensk psykiater.
Efter studentexamen 1941 blev Nordman medicine kandidat vid Uppsala universitet 1944 och medicine licentiat 1949. Han var t.f. provinsialläkare i Ludvika och Sunnansjö 1948–49, t.f. amanuens vid psykiatriska kliniken på Akademiska sjukhuset och e.o. andre underläkare vid rättspsykiatriska avdelningen på Ulleråkers sjukhus 1949–50, t.f. andre läkare vid Ulleråkers sjukhus 1950, vid Säters sjukhus 1950, e.o. andre läkare där 1951, t.f. underläkare vid medicinska avdelningen på Falu lasarett 1952, förste läkare vid Säters sjukhus 1953, t.f. överläkare vid Salberga sjukhus i Sala och t.f. underläkare vid Vasa sjukhus i Göteborg 1955, biträdande överläkare vid Säters sjukhus 1955, överläkare vid Sidsjöns sjukhus 1956, vid Säters sjukhus från 1958 och sjukhuschef där från 1959. Han var även läkare vid alkoholpolikliniken och psykiatriska öppenvårdsmottagning i Borlänge samt verksam inom kommunalpolitiken i Säters stad för Folkpartiet.